# Š’ Naj-an
Š’ Naj-an (čínsky pchin-jinem Shī Nài'ān, znaky 施耐庵, 1296? – 1372?), byl čínský spisovatel tvořící v říši Jüan a Ming. Tradičně je pokládán za autora prvního ze čtyř klasických čínských románů Příběhy od jezerního břehu (čínsky v českém přepisu Šuej-chu-čuan, pchin-jinem Shuǐhǔ Zhuàn, znaky 水浒传).

## Život a dílo
O jeho životě nevíme prakticky nic. Pocházel prý ze Su-čou, žil v okolí nebo přímo ve městě Chang-čou. a byl učitelem spisovatele Lua Kuan-Čunga, autora druhého ze čtyř klasických čínských románů Příběhy Tří říší.
Je považován za jednoho z největších čínských prozaiků. Ve svém románu Příběhy od jezerního břehu přepracoval a dotvořil podobu tradičních čínských vyprávění o osudech zbojníka a lidového hrdiny Sung Ťianga a jeho druhů, kteří se v letech 1117–1121 vzbouřili a přebývali v bažinách u Žluté řeky. Podle tradice je Š’ Naj-an autorem celé koncepce románu a jeho prvních sedmdesáti kapitol, zbývajících třicet dopsal Luo Kuan-čung. Někteří literární historikové však tvrdí, že tento román napsal Luo Kuan-čung celý pod pseudonymem, protože Š’ Naj-an ve skutečnosti vůbec neexistoval.

## Česká vydání

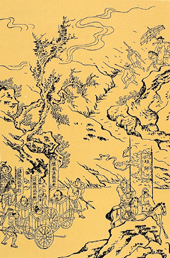
Ilustrace k románu Příběhy od jezerního břehu.

- Všichni lidé jsou bratří, Rudolf Škeřík, Praha 1937, z anglického překladu Pearl S. Buckové All Men Are Brothers z roku 1933 přeložili Zdeněk Vančura, Marie Nováková a Julie Matoušková.
- Příběhy od jezerního břehu, Naše vojsko, Praha 1962, vybral a přeložil Augustin Palát.